# László Almásy (politicus)

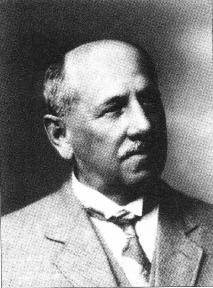
László Almásy

László Almásy de Zsadány et Törökszentmiklós (Jászberény, 27 juli 1869 – Boedapest, 12 maart 1936) was een Hongaars jurist, soldaat en politicus, die tussen 1929 en 1935 de functie van voorzitter van het Huis van Afgevaardigden uitoefende.

## Biografie
Almásy werd geboren in een oud rooms-katholiek adelsgeslacht in Jászberény. Zijn broer Sándor was opper-ispán van het comitaat Bihar en vervolgens van Jász-Nagykun-Szolnok. Hij studeerde rechten en doctoreerde aan de Universiteit van Boedapest. Nadien ging hij in militaire dienst in het 10e Huzarenregiment en werd bevorderd tot reserveluitenant. Hij werd advocaat in 1892.
Hij was een aanhanger van István Tisza en nam deel aan de organisatie van de Nationale Arbeidspartij na de Hongaarse crisis van 1905-1906. In 1910 werd hij lid van de Rijksdag, waar hij van 1913 tot 1918 griffier was in het Huis van Afgevaardigden. Tijdens de Eerste Wereldoorlog was Almásy even regeringscommissaris bij het Rode Kruis en in 1915 werd hij onderscheiden met de Frans Jozef-orde. Na de Asterrevolutie in 1918 trok hij zich terug uit de politiek. Ten tijde van de Hongaarse Radenrepubliek werd hij ook enkele weken lang gevangen gehouden als gijzelaar.
In 1922 ging Almásy terug in de politiek en werd lid van de Hongaarse Landsvergadering als vertegenwoordiger van Pomáz en als lid van de Eenheidspartij. Vervolgens werd hij verkozen tot vice-voorzitter van de Landsvergadering, maar legde dit ambt neer toen hij in 1923 werd verkozen tot vice-voorzitter van de Eenheidspartij, ter opvolging van Gyula Gömbös. In 1926 werd hij opnieuw in de Landsvergadering gekozen en van 1927 tot 1929 was hij voorzitter van de Eenheidspartij. Nadien werd hij verkozen tot voorzitter van het Huis van Afgevaardigden, toen Tibor Zsitvay in 1929 minister van Justitie werd in de regering van István Bethlen. Hij stierf op 12 maart 1936 op de leeftijd van 67.